# TSUBASA.
「TSUBASA.」（ツバサ）は日本のヴィジュアル系ロックバンドアリス九號.の楽曲であり、通算10枚目のシングルとして2007年10月24日にキングレコードよりリリースされた。

## 解説
2021年2月現在最も売上の高いシングルであり、今作で初めてオリコン週間シングルチャートトップ10にランクインした。『Alpha』がリリースされるおよそ1ヶ月前のリリースであったが当アルバムには収録されず、2年半後に発売したベストアルバムまで収録を見送られた。
2006年1月の「九龍 -NINE HEADS RODEO SHOW-」から2タイプでのリリースが続いていたが、今作ではじめて初回限定盤A,Bおよび通常盤の3タイプでリリースされた。各初回限定盤には「TSUBASA.」および「瑠璃の雨」のPVを収録したDVDが付属していた。通常盤は、初回限定盤に未収録の楽曲を含む計3曲が収録された。

## チャート成績
本作品はオリコン週間シングルチャートでは、2007年11月5日付で初登場・最高順位ともに6位を記録した。計6週にわたって同チャート200位圏内にランクインし、その間に約2.4万枚を売り上げた。また2007年11月度の月間チャートで34位にランクインした。

## 批評
CDジャーナルは「『TSUBASA.』は駆け抜けるギター・サウンドと哀惜＆キャッチーを併せたメロディが傷心にしみる、正統派ロック。刹那的な歌詞世界と多彩な情景を感じさせるヴォーカルが、楽曲に滋味を持たせている。」と批評した。また、「極上のポップ・センスが最大限に発揮されたナンバーで、ライヴでの盛り上がりが目に浮かぶ。カップリング曲『瑠璃の雨』は、秋にマッチした切ないラヴ・ソング。」とも批評した。

## 収録曲
初回限定盤A
| 全作詞: 将、全作曲: アリス九號.／シライシ紗トリ。 |              |      |                             |      |
| #                                                 | タイトル     | 作詞 | 作曲・編曲                  | 時間 |
| 1.                                                | 「TSUBASA.」 | 将   | アリス九號.／シライシ紗トリ | 4:59 |
| 2.                                                | 「瑠璃の雨」 | 将   | アリス九號.／シライシ紗トリ | 4:23 |
| 合計時間:                                         | 合計時間:    | 9:21 |                             |      |

| 全作詞: 将、全作曲: アリス九號.／シライシ紗トリ。 |              |      |                             |
| #                                                 | タイトル     | 作詞 | 作曲・編曲                  |
| 1.                                                | 「TSUBASA.」 | 将   | アリス九號.／シライシ紗トリ |

初回限定盤B
CD は初回限定盤Aと共通。
| 全作詞: 将、全作曲: アリス九號.／シライシ紗トリ。 |              |      |                             |
| #                                                 | タイトル     | 作詞 | 作曲・編曲                  |
| 1.                                                | 「瑠璃の雨」 | 将   | アリス九號.／シライシ紗トリ |

通常盤
| 全作詞: 将。 |               |           |                             |      |
| #            | タイトル      | 作詞      | 作曲                        | 時間 |
| 1.           | 「TSUBASA.」  | 将        | アリス九號.／シライシ紗トリ | 4:59 |
| 2.           | 「瑠璃の雨」  | 将        | アリス九號.／シライシ紗トリ | 4:23 |
| 3.           | 「FOLLOW ME」 | 将        | アリス九號.                 | 3:12 |
| 合計時間:    | 合計時間:     | 合計時間: | 12:35                       |      |

## 品番
|                        | リリース日     | 品番       |
| ---------------------- | -------------- | ---------- |
| 初回限定盤A            | 2007年10月24日 | KICM-91219 |
| 初回限定盤B            | 2007年10月24日 | KICM-91220 |
| 通常盤                 | 2007年10月24日 | KICM-1219  |
| デジタル・ダウンロード | 2007年10月24日 | -          |

## 収録作品
TSUBASA.
- 『Alice Nine Complete Collection 2006-2009』[4]
- 「SHINING」（-Reprise-、セルフカヴァー）[5]